# Lisa Kaltenegger
Lisa Kaltenegger (Kuchl, 4 marzo 1977) è un'astronoma e fisica austriaca, nota per i suoi studi sulle atmosfere dei pianeti extrasolari, in particolare quelli simili alla Terra e pioniera nello studio della Terra come oggetto astronomico che si evolve nel tempo. Dal 1º luglio 2014 è Professore Associato presso la Cornell University e Direttore Fondatore del Carl Sagan Institute. In precedenza, ha lavorato presso il Max Planck Institute for Astronomy (MPIA) di Heidelberg (Germania) e presso l'Harvard Smithsonian Center for Astrophysics di Boston, Stati Uniti.
L'asteroide 7734 Kaltenegger è stato chiamato così in suo onore.

## Biografia
Nata nel marzo 1977 a Kuchl, nei pressi di Salisburgo, in Austria, Lisa Kaltenegger ha frequentato il Bundesrealgymnasium di Hallein. Dopo il diploma nel 1995, si è iscritta a studi di cinema e media, fisica tecnica, astronomia, economia aziendale, giapponese e ha lavorato come traduttrice. Nel 1999 ha completato i suoi studi in astronomia con una tesi di laurea su Ricerca di pianeti extrasolari: formazione di pianeti e metodi di rilevazione presso l'Università di Graz e nel 2002 si è specializzata, sempre a Graz, in biofisica e biomedicina con una tesi su Pinzette ottiche - applicazione di trappole ottiche in medicina e biologia: un'indagine e uno studio di fattibilità. Nel 2004 ha conseguito il dottorato in astronomia presso l'Università di Graz con una tesi su Search for extra-terrestrial planets: The Darwin mission (Ricerca di pianeti extraterrestri: la missione Darwin).

## Carriera
Ha poi lavorato per l'Agenzia Spaziale Europea (ESA) nei Paesi Bassi alla ricerca di pianeti extrasolari simili alla Terra. All'età di 27 anni si è trasferita all'Università di Harvard, dove ha svolto attività di ricerca e insegnamento fino al 2010, quando ha assunto la guida di un gruppo internazionale di sette membri Emmy Noether presso il Max Planck Institute for Astronomy di Heidelberg. È anche ricercatrice associata presso l'Harvard Smithsonian Center for Astrophysics e docente presso il Dipartimento di Astrofisica di Harvard. Dal 2009 lavora anche per l'Istituto di Astrobiologia della NASA e per l'Extrasolar Planet Analysis Group della NASA.
Dal 1° luglio 2014 è professore associato presso la Cornell University.  Dal 2015 è direttrice fondatrice del Carl Sagan Institute. Fa parte del team scientifico della missione Transiting Exoplanet Survey Satellite (TESS).

### Lavoro scientifico
Kaltenegger è particolarmente interessata alla modellazione e alla caratterizzazione delle atmosfere attorno a pianeti simili alla Terra e alle loro interazioni con la superficie del pianeta. Analizzando le impronte spettrali atmosferiche, cioè la luce riflessa dagli esopianeti, cercano indicatori che indichino una possibile vita (come l'idrogeno e l'ossigeno). Il suo gruppo di ricerca presso l'MPIA è stato coinvolto nella scoperta di Kepler-62e e Kepler-62f, due pianeti situati nella zona abitabile.

## Vita privata
Nel 2014, sposata con l'ingegnere spaziale portoghese Felipe Pereira, è diventata madre di una figlia.